# Will Hunt
Will Hunt a fost fondatorul formației Skrape și în prezent e toboșarul formației Dark New Day. Până în decembrie 2007 el a cântat live și cu Evanescence.

## Discografie

### Skrape
- New Killer America (20 martie 2001)
- Up the Dose (13 ianuarie 2004)

### Tommy Lee
- Never a Dull Moment (21 mai 2002)

### Dark New Day
- Twelve Year Silence (14 iunie 2005)
- Black Porch (Acoustic Sessions) (EP) (5 septembrie 2006)
- Hail Mary  (23 august 2011)
- B-Sides  (24 august 2011)
- New Tradition (28 februarie 2012)

### Bloodsimple
- Red Harvest (30 octombrie 2007)

### Black Label Society
- Order of the Black (10 august 2010)

### Methods of Mayhem
- A Public Disservice Announcement (21 septembrie 2010)

### Crossfade
- We All Bleed (21 iunie 2011)

### Evanescence
- Evanescence (11 octombrie 2011)

### White Noise Owl
- Until We Meet Again (11 martie 2014)